# Unter Verdacht: Persönliche Sicherheiten
Persönliche Sicherheiten ist ein deutscher Fernsehfilm von Florian Kern aus dem Jahr 2011. Es handelt sich um die achtzehnte Episode der ZDF-Kriminalfilmreihe Unter Verdacht mit Senta Berger als Dr. Eva Maria Prohacek in der Hauptrolle.

## Handlung
Ein sogenannter Whistleblower wendet sich an die Kriminalrätin Dr. Eva Maria Prohacek, um ihr telefonisch anonym mitzuteilen, dass diverse bayerische Beamte in einen Steuerhinterziehungsskandal verstrickt sind. Ihr Vorgesetzter Dr. Claus Reiter und die Oberstaatsanwältin Grieshaber zweifeln diesen anonymen telefonischen Hinweis an. Prohacek lässt sich davon nicht beeindrucken und ermittelt auf eigene Faust, ihr Assistent André Langner findet sogar obskure Treuhandkonten.

## Hintergrund
Der Film wurde vom 10. November 2010 bis zum 10. Dezember 2010 in München und Umgebung gedreht. Die Folge wurde am 16. Dezember 2011 um 20:15 Uhr auf arte erstausgestrahlt.

## Kritik
Die Kritiker der Fernsehzeitschrift TV Spielfilm vergaben dem „spannenden Krimi“ die bestmögliche Wertung, sie zeigten mit dem Daumen nach oben. Sie konstatierten: „Wuchtiger Fall für eine starke Ermittlerin“.